# Euphorbia mellifera
Euphorbia mellifera Aiton, conocida en castellano como tabaiba silvestre o adelfa de monte, es una especie de arbusto o pequeño árbol suculento perteneciente a la familia Euphorbiaceae. Es originaria de la Macaronesia.

## Descripción

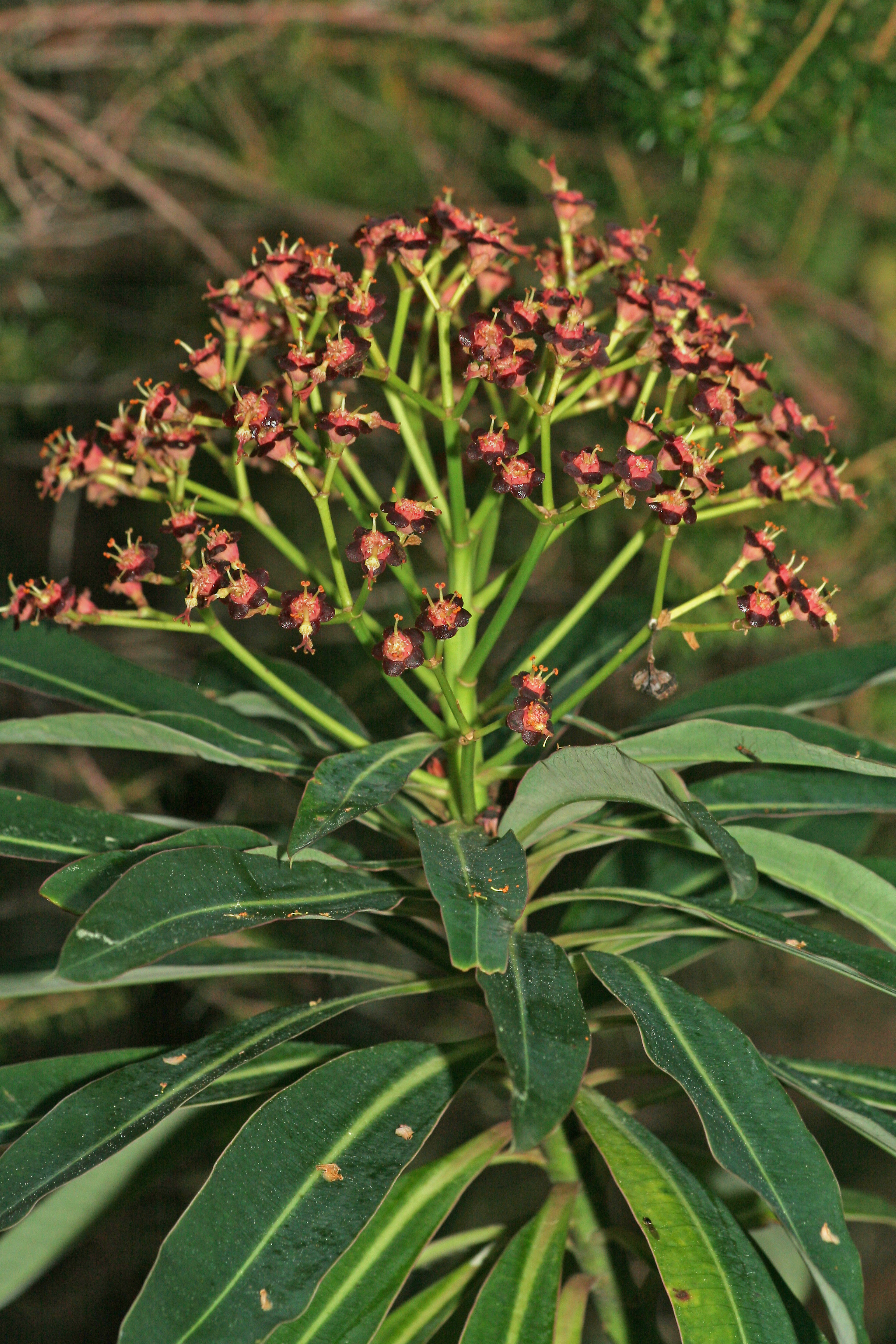
Detalle.

Pertenece al grupo de especies dentro del género Euphorbia cuyos tallos carecen de espinas. Se caracteriza por su porte arbóreo, pudiendo alcanzar los 15 m de altura. Sus hojas, lanceoladas y de color verde oscuro, se disponen en el ápice de las ramas, y las flores, purpúreas, se disponen en panículas terminales.
La floración se produce entre finales de invierno y principios de primavera, de febrero a abril-mayo.

## Ecología
Es un endemismo macaronésico presente en las islas de La Palma, La Gomera y Tenerife, del archipiélago de Canarias ―España―, así como en la isla de Madeira del archipiélago homónimo ―Portugal―.
Habita en los claros de los bosques de laurisilva, en altitudes comprendidas entre los 400 a 1100 m s. n. m. en Madeira, y entre 700-1200 m en Canarias.
Dentro de los árboles y arbustos de la laurisilva canaria pertenece al grupo de los que usan para su reproducción una estrategia pionera junto con Erica arborea y Erica platycodon. Estas especies crean un importante banco de semillas que se dispersan gracias al viento, pero estas sólo pueden germinar donde no exista mantillo ni bóveda arbórea (necesitan luz directa), de forma que solo crecen en claros dejados por la muerte de algún árbol o talas. Tanto la polinización como la dispersión de semillas son llevadas a cabo por el viento.

## Taxonomía
E. mellifera fue descrita por el botánico escocés William Aiton y publicada en Hortus Kewensis en 1789.
Etimología
- Euphorbia: nombre genérico dedicado a Euphorbus, médico de origen griego del rey mauritano Juba II.
- mellifera: epíteto latino compuesto de mel, 'miel', y fer, 'tener o llevar', con el sentido de productora de miel'.

Sinonimia
La especie presenta los siguientes sinónimos:
- Euphorbia longifolia Lam.
- Euphorbia longifolia var. canariensis (Boiss.) Oudejans
- Euphorbia mellifera var. canariensis Boiss. in A.P.de Candolle
- Kobiosis mellifera (Aiton) Raf.
- Tithymalus mellifer (Aiton) Moench
- Tithymalus melliferus (Aiton) Moench

## Importancia económica y cultural
En Canarias se utilizó su látex, conocido en las islas como leche de tabaiba, en medicina popular para tratar callos y verrugas, mientras que en Madeira se utilizaba para envenenar peces.
En Reino Unido es utilizada además como planta ornamental, con semillas de fuentes cultivadas.

## Estado de conservación
E. mellifera está catalogada como especie bajo preocupación menor en la Lista Roja de la UICN debido a que las poblaciones son grandes y estables en Madeira, aunque en Canarias su estatus es de gran preocupación para la conservación en España.
Los ejemplares canarios se incluyen como «en peligro de extinción» tanto en el Listado de Especies Silvestres en Régimen de Protección Especial y del Catálogo Español de Especies Amenazadas, como en el Catálogo Canario de Especies Protegidas. Asimismo, se encuentran protegidas en el Anexo II de la Orden de 20 de febrero de 1991 sobre protección de especies de la flora vascular silvestre de la Comunidad Autónoma de Canarias.
También está incluida en el apéndice II de la Convención sobre el Comercio Internacional de Especies Amenazadas de Fauna y Flora Silvestres.
Las poblaciones de La Palma crecen dentro de los límites de los espacios naturales protegidos del parque natural de Cumbre Vieja, de la reserva natural especial de Guelguén y del parque natural de Las Nieves. Por su parte, las de Tenerife se hallan dentro del parque rural de Anaga y las de La Gomera en el parque nacional de Garajonay y el parque natural de Majona.

## Nombres comunes
Se conoce en las islas Canarias como adelfa, adelfa de monte, filga, tabaiba de monte o tabaiba silvestre.
En Madeira se conoce en portugués como alhendros, alendros, alindres o figueira do Inferno.